# Andriy Biletsky
Andriy Yevheniyovych Biletsky ( em ucraniano:  Андрі́й Євге́нійович Біле́цький, transl. Andríj Jevhénijovyč Biléćký, IPA: [ɐnˈd⁽ʲ⁾r⁽ʲ⁾ij jeu̯ɦɛn⁽ʲ⁾ijoʋɪt͡ʃ b⁽ʲ⁾iˈɫɛt͡sʲkɪj] ; nascido em 5 de agosto de 1979 ) é um político de extrema-direita ucraniano. Ele é o líder do partido político Corpo Nacional. Ele foi o primeiro comandante da milícia voluntária Batalhão de Azov, e co-fundador do movimento nacionalista Assembleia Social-Nacional. De 2014 a 2019, Biletsky foi membro do Parlamento ucraniano.

## Biografia
Andriy Biletsky nasceu em 1979 na Carcóvia, União Soviética. O pai de Biletsky, Yevheniy Mykhailovych Biletsky, veio de uma antiga família cossaca que fundou a vila de Krasnopavlivka , enquanto a mãe de Biletsky, Olena Anatoliyivna Biletsky (nascida Lukashevych) descendia de uma família nobre da região de Zhytomyr, à qual pertencem o dezembrista Vasiliy Lukashevich (Vasyl Lukashevych) que havia fundado a "Sociedade Secreta da Pequena Rússia".
Em sua juventude, Biletsky praticou vários tipos de artes marciais e boxe. Ao contrário de muitos ucranianos, ele se recusou a se juntar à Organização Pioneira da União de Vladimir Lenin, uma organização de escoteiros soviéticos. Biletsky, junto com colegas do último ano, ergueram a bandeira ucraniana sobre sua escola. Sua maior influência patriótica em sua juventude foi o presente de seu pai de um livro proibido na União Soviética, História da Ucrânia para Crianças por Anton Lototsky. Durante a Guerra do Kosovo, Biletsky, junto com um grupo de ucranianos, tentou se juntar ao Exército Iugoslavo como voluntários para lutar contra o Exército de Libertação do Kosovo (ELK), mas as autoridades iugoslavas os rejeitaram. Em 2001, Biletsky graduou-se com honras na faculdade de História da Universidade Nacional da Carcóvia. Sua tese foi sobre o Exército Insurgente Ucraniano. No mesmo ano, Biletsky participou dos protestos da "Ucrânia sem Kuchma" (UBK), pelos quais foi preso. O Serviço de Segurança da Ucrânia pressionou a administração da universidade para expulsar Biletsky da instituição.

### Ativismo político 2002-13
Em 2002, Biletsky tornou-se líder do ramo Kharkiv da organização política Tryzub, e foi membro da seção Kharkiv do Partido Social-Nacional da Ucrânia (SNPU), mas se opôs à ideia de sua transformação em Svoboda.
Após a transformação do SNPU em Svoboda e liquidação do Patriota da Ucrânia original, em 2005 Biletsky iniciou um renascimento do Patriota da Ucrânia, independente de quaisquer facções políticas. O novo Patriota da Ucrânia consistia inicialmente nas filiais de Kharkiv da UNA-UNSO, Tryzub e ex-SNPU.
Nas eleições parlamentares ucranianas de 2006, Biletsky concorreu sem sucesso para o parlamento ucraniano.

### Batalhão de Azov

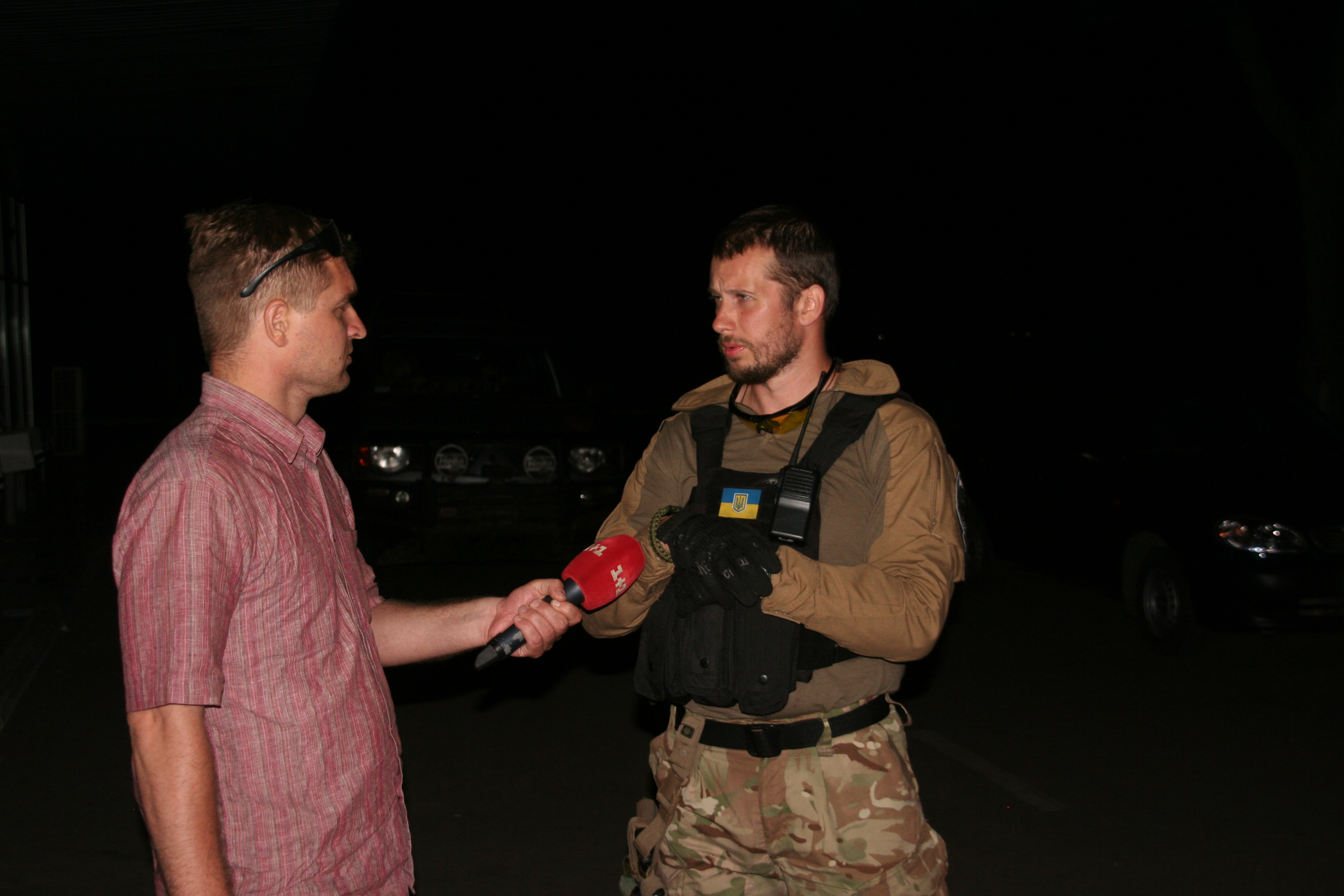
Biletsky entrevistado pela TV ucraniana após uma missão perto de Mariupol

Durante os eventos Euromaidan, membros do Patriota da Ucrânia de Biletsky estavam entre os fundadores do Setor Direito em 28 de novembro de 2013. Em 24 de fevereiro de 2014, o parlamento ucraniano adotou uma decisão sobre a liberdade dos presos políticos. No dia seguinte, Biletsky e outros prisioneiros foram completamente absolvidos de todas as acusações e libertados da custódia. 
Em 12 de março de 2014, Biletsky tornou-se líder do partido em operações especiais para o "Setor Direito-Leste", que incluía regiões como os oblasts de Poltava, Kharkiv, Donetsk e Luhansk . Em 5 de maio de 2014, em Berdyansk, Biletsky tornou-se o fundador do Batalhão de Azov (como um batalhão territorial do serviço de patrulha ) e seu primeiro comandante. O batalhão foi inicialmente composto por membros do Patriota da Ucrânia, SNA, fãs de futebol (principalmente torcedores do Dynamo Kyiv) e do movimento AutoMaidan. A unidade paramilitar ficou conhecida como homenzinhos pretos em oposição às operações especiais russas "homenzinhos verdes". Seria transformado de uma milícia em um regimento regular da Guarda Nacional da Ucrânia em 20 de novembro de 2014.
Em 13 de junho de 2014, Biletsky liderou seu destacamento na bem-sucedida Primeira Batalha de Mariupol. Segundo o repórter militar britânico Askold Krushelnycky, "Biletsky foi calmo na avaliação das ações e dando ordens com calma e, na minha opinião, logicamente". Em 2 de agosto de 2014, Biletsky, ocupando o posto de Major de Milítsia, foi condecorado com a Ordem de Coragem e promovido a tenente-coronel da polícia em 15 de agosto de 2014.
Em entrevista ao LB.ua (Margem Esquerda) dada em 10 de dezembro de 2014, Biletsky anunciou que o Patriotas da Ucrânia suspenderia suas atividades como organização política devido à guerra e seria absorvido principalmente pelo Batalhão de Azov. Na mesma entrevista Biletsky disse que o logotipo do batalhão é diferente do Wolfsangel alemão e simboliza a "Ideia Nacional" ucraniana.

### Funcionário eleito, 2016-19
Em 14 de outubro de 2016, Biletsky foi votado como líder do partido recém-formado Corpo Nacional. Em outubro de 2016, Biletsky deixou oficialmente a Guarda Nacional Ucraniana porque os funcionários eleitos ucranianos foram impedidos de prestar serviço militar, mas prometeu continuar sua carreira militar "sem títulos".
Durante seus primeiros três anos de trabalho em Verkhovna Rada Biletsky participou apenas em 2% das votações, apenas 229, ocupando o quinto lugar na classificação dos deputados com menos votos. Ele perdeu 328 sessões do parlamento ucraniano. Ele perdeu todas as sessões da Verkhovna Rada em 2016 e não apareceu no parlamento em março de 2017. De acordo com uma pesquisa do Comitê de Eleitores da Ucrânia, publicada em agosto de 2017, Biletsky não escreveu nenhuma lei que foi adotada na Verkhovna Rada. Com 30 projetos malsucedidos, ele está em primeiro lugar entre os deputados que apresentaram projetos de lei malsucedidos.
Nas eleições parlamentares ucranianas de 2019, ele ficou em 2º lugar na coligação política de extrema-direita, que incluia o Corpo Nacional, o Svoboda, a "Iniciativa Governamental de Yarosh" e o Setor Direito Seu partido não ganhou votos suficientes para superar o limite eleitoral de 5% e, portanto, não ganhou nenhum assento parlamentar.

### 2022-presente
Em 2022, durante a Invasão Russa da Ucrânia, Biletsky tornou-se comandante do “Grupo Tático Azov”, que faz parte da 3ª Brigada de Assalto das Forças Terrestres Ucranianas. A 3° Brigada foi fundada por veteranos e ex-membros do Regimento Azov. Biletsky lutou na Batalha de Bakhmut.

## Ideologia política
Em 2010, Biletsky disse que a missão da nação ucraniana é "liderar as raças brancas do mundo em uma cruzada final... contra Untermenschen liderado pelos semitas". Biletsky negou ter feito tais comentários e disse que era uma citação falsa fabricada por Sergey Lavrov para difamá-lo.
Até 2011, Biletsky era a favor da formação de uma confederação entre a Rússia e a Ucrânia, com Kiev como capital, segundo a BBC News ucraniana.
Em 2020, segundo o The Guardian, Biletsky "atenuou sua retórica nos últimos anos", desde sua ascensão política e trabalho militar.

## Vida pessoal
De 2003 a 2016, Andriy Biletsky foi casado com Yuliya Oleksandrivna Biletskaya (nascida Brusenko); seu filho nasceu em 2007. Em abril de 2016, o casal se divorciou.